# Білецький Федір Іванович
Федір Іванович Білецький (нар. 1919 / 1922) — радянський футболіст, захисник.

## Життєпис
У 1946 році — у складі клубу «Сталь» (Костянтинівка). 1948—1950 років грав за «Сталь» / «Металлург» Константинівка, у 1953 року — за «Трактор» (Таганрог), у 1955 році — за «Хімік» (Дніпродзержинськ) у КФК. У 1954 році в складі «Металлурга» (Дніпропетровськ) у класі «Б» провів 12 матчів, учасник півфіналу кубку СРСР.